# Landete
Landete è un comune spagnolo di 1 440 abitanti situato nella comunità autonoma di Castiglia-La Mancia.